# Scaglia rossa

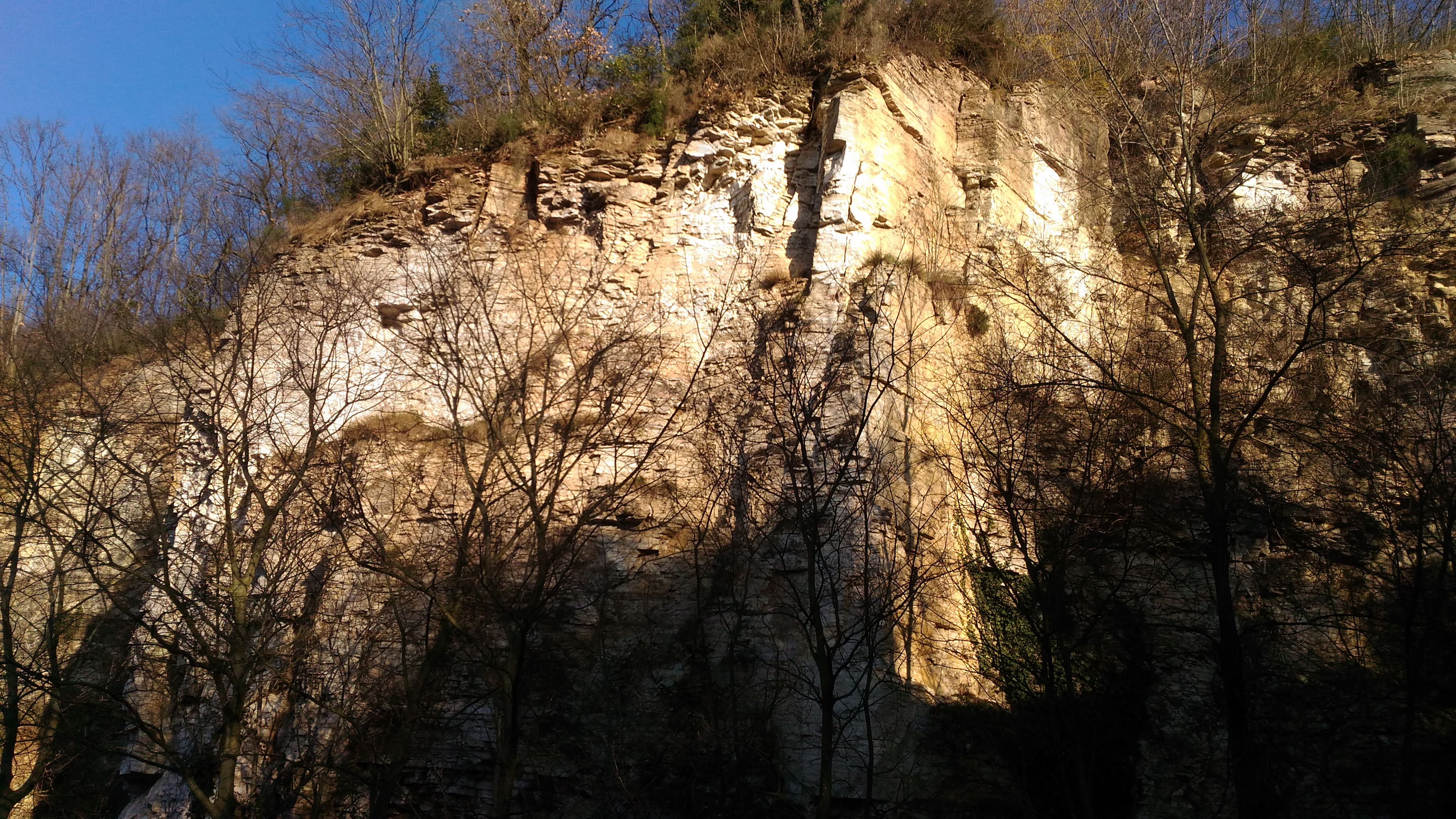
Rovolon, via Spinazzola: area di sosta ex cava Spinazzola, le formazioni di scaglia rossa che si possono vedere sulle pendici di Monte Spinazzola, Colli Euganei.

La scaglia rossa è una roccia sedimentaria marina, depostasi prevalentemente in ambiente pelagico, a litologia calcarea selcifera a grana fine, più o meno marnosi, prevalentemente di colore rosso mattone, che può passare al bianco, al giallo e al grigio cenere.
La sua distribuzione è ampia: diffusa lungo gli Appennini, in particolare nel bacino umbro-marchigiano, affiora anche nelle alpi calcaree meridionali, specie nella Val di Non dove è molto comune, e nell'area euganea.
La colorazione rossa deriva dalla dispersione nella massa calcarea di ossidi di ferro (limoniti ed ematiti); localmente alcune tinte biancastre possono essere dovute a decolorazione secondaria. I calcari della scaglia rossa presentano sempre una fitta stratificazione regolare e sono stati depositati tra i 90 e i 55 milioni di anni fa, nel Cretaceo superiore, e parzialmente nell'Eocene inferiore. Si tratta di strati che possono arrivare a oltre 100 m di spessore (circa 300 m nella valle del Novella), al cui interno sono frequenti noduli di selce di colore rosso. 
I  macrofossili non sono particolarmente abbondanti, ma è comunque possibile trovare denti di squalo, ricci di mare, vermi e molluschi (soprattutto lamellibranchi) nella parte settentrionale della penisola, mentre nel bacino umbro-marchigiano i fossili sono estremamente rari. Il suo contenuto in microfossili è costituito prevalentemente da foraminiferi planctonici quali Globotruncana, Heterohelix e Rosita contusa (prima dell'Estinzione di massa del Cretaceo-Paleogene), Morozovella e Planorotalia (post K-T). Nella scaglia rossa sono inoltre spesso conservate tracce di vita (bioturbazioni) di tutti questi organismi: impronte di locomozione e gallerie, di lunghezza e forma variabile, scavate per cercare cibo o usate come tane.